# Ezüstös pikkelyke
Az ezüstös pikkelyke vagy ezüstös ősrovar (Lepisma saccharina) a rovarok osztályán belül a szárnyatlan rovarok (Apterygota) alosztályába, a sertefarkúak (Thysanura) rendjébe és a pikkelykefélék (Lepismatidae) családjába tartozó állat. Egyes korábbi osztályozások a kétbütykű rágójúak (Dicondylea) alosztályába és a pikkelykék (Zygentoma) rendjébe sorolták. A faj az ősidőkből származik, még a csótányok előtt, körülbelül 300 millió éve jelent meg a Földön.
Egyes rendszerbesorolások a sertefarkúak (Thysanura) rendjébe sorolják.
Egyéb népies elnevezések: ezüsthal, csillámka, ezüstmoly, cukormoly, nádméznyaló.

## Előfordulása
Eredeti élőhelye Európa, de mára sokfelé széthurcolták.

## Megjelenése
Hosszúsága 7–10 milliméter. Jellegzetes a három hosszú potrohfüggeléke és ezüstös csillogása. Ezt a csillogást a testét borító apró pikkelyektől kapja. Ha a rovart megfogjuk, ezeknek a pikkelyeknek nagy része az ujjunkhoz tapad. Testalkata évmilliókkal ezelőtt letűnt ősök jegyeit hordozza ma is magán – erre utal másik neve, az ezüstös ősrovar. Szárnyatlan. Nincs pontszeme, összetett szeme is csak néhány szemecskéből tevődött össze. Farcsuták csak a két utolsó potrohszelvényen erednek.

## Életmódja
2-5 évig él. A 3000 m-es hegyek magasságáig található meg. Szürkületben, éjjel tevékenykedik. A viszonylag magas páratartalmat kedveli. Gyorsan fut, de ugrani nem tud. Fatörzseken, mohán, sziklákon, régi épületekben, lakásoknak főleg a mellékhelyiségeiben gyakori. Keményítő- és szénhidráttartalmú anyagokat kedvel, de gyapjúféleségeket, bőrárukat is megrág (akárcsak ragasztóanyagot, papírt, fényképeket, cukrot és lisztet). 22 és 27 °C között érzi magát a legjobban. Világosban (vagy ha megzavarják és veszélyben érzi magát) úgy mozog, hogy gyorsan megtesz egy szakaszt, egy időre mozdulatlanná dermed, majd ismét gyorsan megtesz egy szakaszt. Akár egy évet is kibír élelem nélkül.

## Szaporodása
A tizedik vedlés után lesz ivarérett. Párzásnál a hím spermáját vékony fonalban helyezi a földre, és a nőstény felszedi. A petéket a nőstény résekbe helyezi (könyvek vagy polcok mögé, élete során körülbelül százat, 2-3-as csomókban, akár heteken keresztül). 3-6 hét múlva a petékből kikelnek az ivadékok, és 4 hónap és 3 év közötti idő alatt fejlődnek ki (hőmérséklettől függően), miközben sokszor vedlenek (a levedlett bőrt is megeszik). Születésük pillanatától a fiatal egyedek csak méretben különböznek a kifejlettektől. Élete során akár ötvenszer is vedlik, roncsolt testrészei regenerálódnak.

## Természetes ellenségei
Fülbemászók, százlábúak (például a légyölő pókszázlábú), valamint néha pókok is megtámadják.

## Galéria

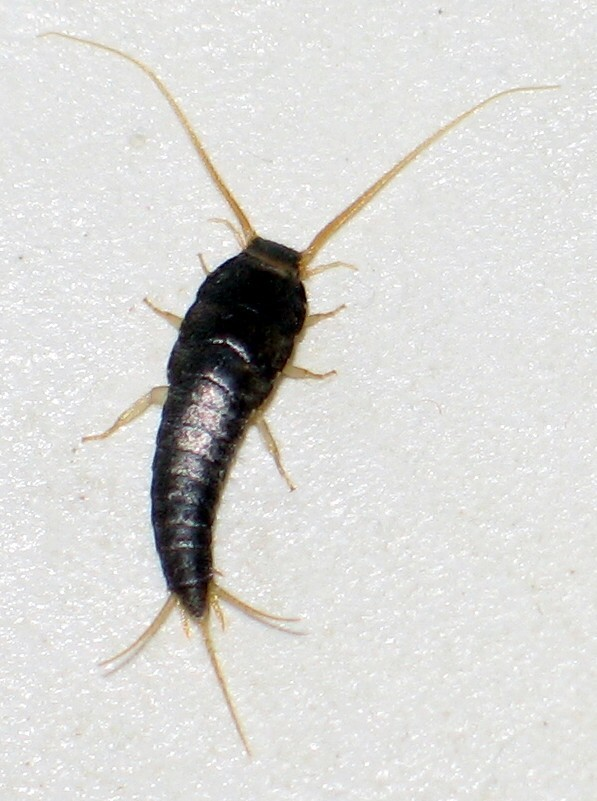
Ezüstös pikkelyke